# Breithorn Oriental
El Breithorn Oriental, Breithorn E (Est/Ost) o Breithorn Orientale (en italiano) es una cima del monte Breithorn. Se encuentra en el grupo del Monte Rosa en los Alpes Peninos. Está colocada a lo largo de la línea fronteriza entre Italia (Valle de Aosta) y Suiza (Cantón del Valais).

## Altura

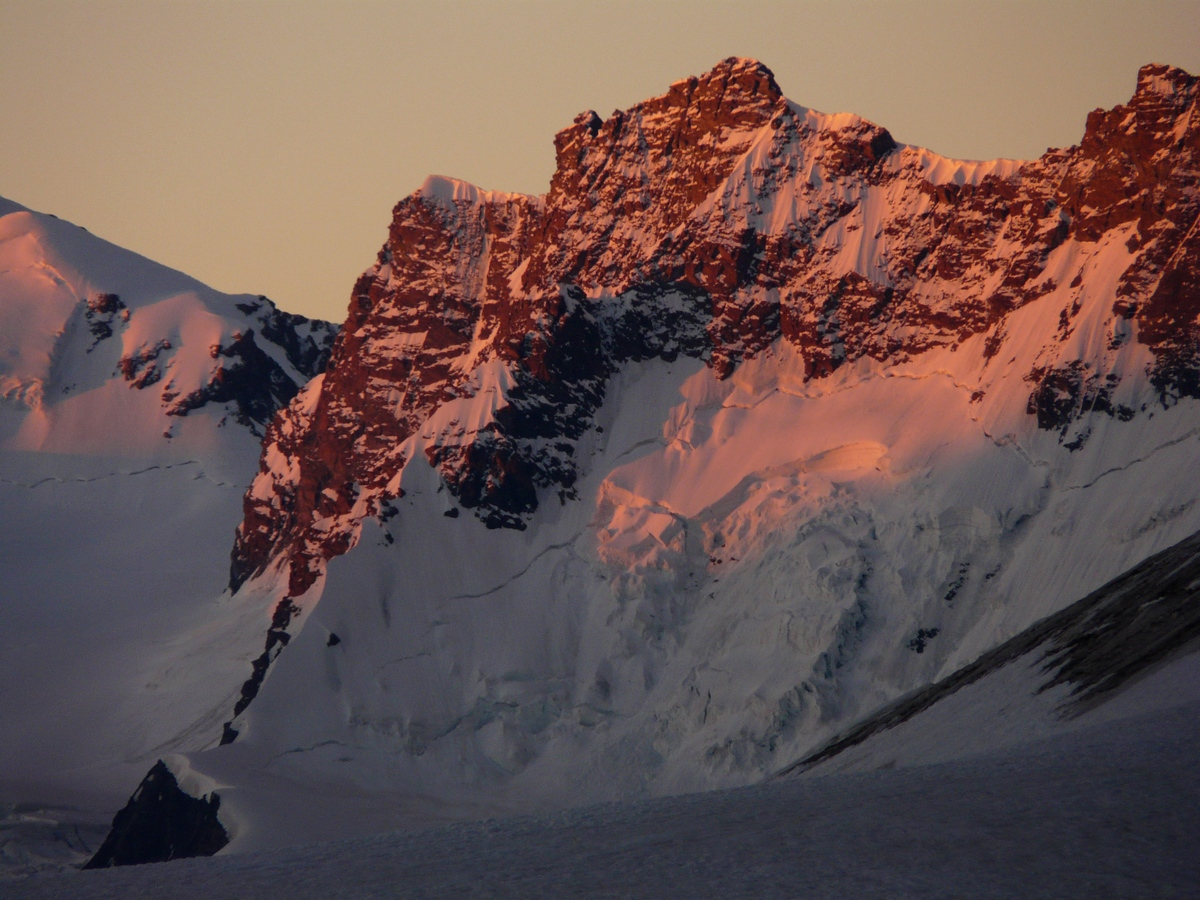
Breithorn Oriental, lado norte

La altura aparece de manera distinta según la cartografía. La lista oficial de los cuatromiles de los Alpes, publicada por la UIAA en su boletín n.º 145, de marzo de 1994, indica que según la cartografía suiza más reciente, su cota es 4.139 m y la italiana más reciente 4.141 m. En el libro Cuatromiles de los Alpes por rutas normales, Richard Goedeke indica 4.139 m para la cima a la que llama Westlicher Breithornzwilling ("Gemelo del Breithorn occidental").

## Clasificación SOIUSA
Según la clasificación SOIUSA, el Breithorn Oriental pertenece al grupo Cadena Breithorn-Lyskamm, que tiene el código I/B-9.III-A.1. Forma parte del gran sector de los Alpes del noroeste, sección de los Alpes Peninos, subsección Alpes del Monte Rosa, supergrupo Grupo del Monte Rosa.

## Características

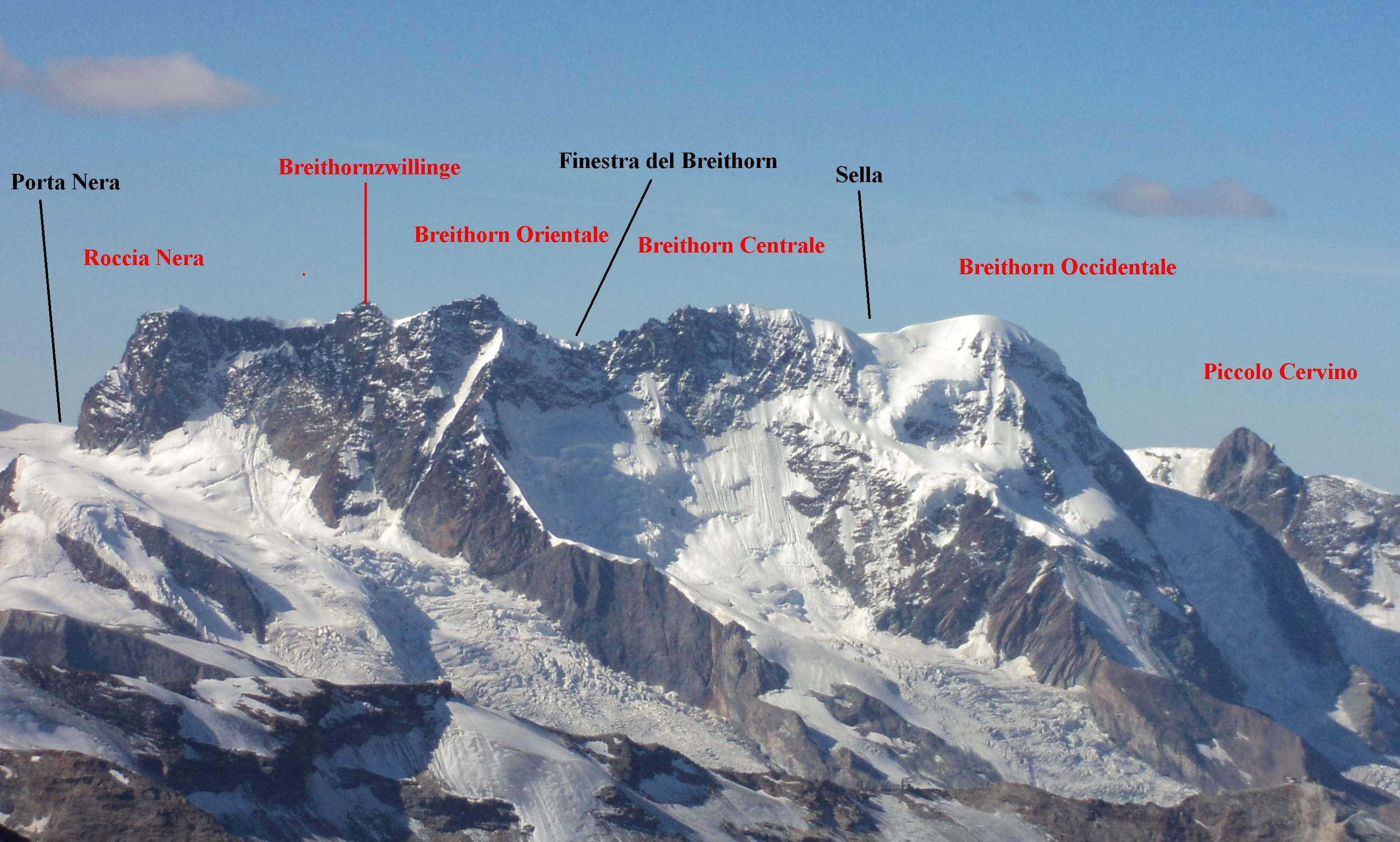
El monte Breithorn con las diversas cimas.

El Breithorn Oriental se encuentra entre el Breithorn central y el Breithornzwillinge. La Finestra del Breithorn (4.014 m) lo separa del primero y un collado (4055 m) lo separa del segundo.

## Ascenso a la cima

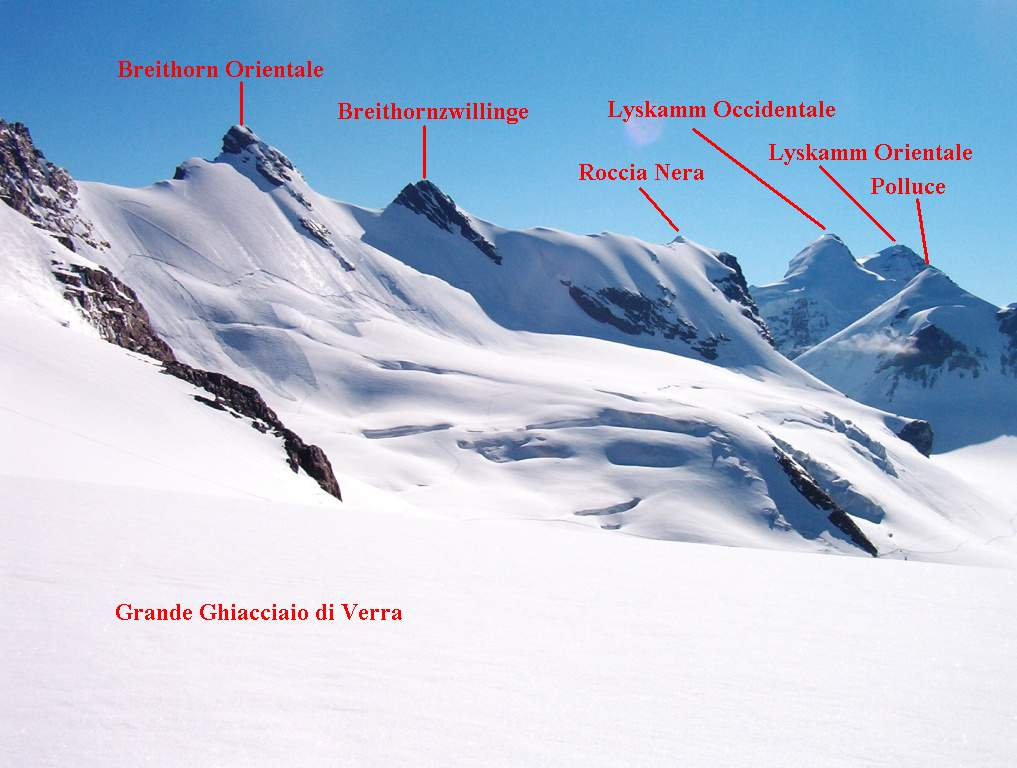
Vertiente italiana del Breithorn con indicaciones de las cimas.

El ascenso a la cima no presenta particulares dificultades alpinísticas aunque sí es más abrupta respecto al ascenso con el Breithorn cima oeste y el central. Se puede partir del Pequeño Cervino (donde llega el teleférico de Zermatt) y se recorre parte del gran glaciar de Verra, andando sobre los senderos que salen primero a la cima oeste del Breithorn y luego al central. Después se sale a lo largo del glaciar a la Finestra del Breithorn. Al final se recorre la nevada cresta oeste.
La cima oeste del Breithorn puede ascenderse también recorriendo la abrupta travesía integral del Breithorn.